# Лякатешем
Лякатешем (перс. لاكاتشم) — село в Ірані, у дегестані Хараджґіль, у бахші Асалем, шагрестані Талеш остану Ґілян. За даними перепису 2006 року, його населення становило 198 осіб, що проживали у складі 36 сімей.

## Клімат
Середня річна температура становить 12,89 °C, середня максимальна – 27,36 °C, а середня мінімальна – -1,75 °C. Середня річна кількість опадів – 608 мм.
| Клімат поселення                              | Клімат поселення | Клімат поселення | Клімат поселення | Клімат поселення | Клімат поселення | Клімат поселення | Клімат поселення | Клімат поселення | Клімат поселення | Клімат поселення | Клімат поселення | Клімат поселення | Клімат поселення |
| Показник                                      | Січ.             | Лют.             | Бер.             | Квіт.            | Трав.            | Черв.            | Лип.             | Серп.            | Вер.             | Жовт.            | Лист.            | Груд.            |                  |
| Середній максимум, °C                         | 10,42            | 9,44             | 11,10            | 15,08            | 20,68            | 25,59            | 27,36            | 27,06            | 22,46            | 19,14            | 13,99            | 10,51            |                  |
| Середня температура, °C                       | 4,82             | 3,84             | 5,50             | 9,48             | 15,09            | 19,99            | 23,27            | 22,98            | 18,38            | 15,06            | 9,90             | 6,43             |                  |
| Середній мінімум, °C                          | −0,76            | −1,75            | −0,09            | 3,90             | 9,49             | 14,40            | 19,17            | 18,89            | 14,29            | 10,96            | 5,80             | 2,33             |                  |
| Норма опадів, мм                              | 52               | 47               | 62               | 60               | 43               | 25               | 11               | 24               | 57               | 86               | 65               | 76               |                  |
| Середньомісячна швидкість вітру, м/с          | 2.20             | 2.40             | 2.42             | 2.44             | 2.20             | 2.24             | 2.57             | 2.34             | 1.96             | 2.03             | 1.96             | 1.95             |                  |
| Середньомісячна сонячна радіація, кДж/м²·день | 7038             | 9344             | 11480            | 15829            | 19800            | 22477            | 23513            | 19989            | 16328            | 11242            | 8583             | 6667             |                  |
| --------------------------------------------- | ---------------- | ---------------- | ---------------- | ---------------- | ---------------- | ---------------- | ---------------- | ---------------- | ---------------- | ---------------- | ---------------- | ---------------- | ---------------- |
| Джерело:                                      |                  |                  |                  |                  |                  |                  |                  |                  |                  |                  |                  |                  |                  |